# Badr 1
Badr 1 ou Badr A est le premier satellite artificiel du Pakistan qui a été placé en orbite le 16 juillet 1990. Développé par l'agence spatiale pakistanaise SUPARCO, il a été lancé dans l'espace par une fusée chinoise Longue Marche 2 E décollant de la base de lancement de Xichang.
D'une masse de 52 kilogrammes, ce petit satellite avait la forme d'un polyèdre de 26 facettes dont la surface était recouverte en partie de cellules photovoltaïques. Les objectifs du projet Badr A étaient d'acquérir la maitrise de la fabrication d'un satellite, de mettre en place les infrastructures au sol permettant de gérer les opérations en vol, de tester des équipements spatiaux développés par l'industrie du Pakistan, de tester un système d'enregistrement et de retransmission spatial et de contribuer à la formation de la communauté scientifique et académique. 
Badr 1 circulait sur une orbite basse quasi équatoriale (201 x 984 km avec une inclinaison orbitale de 28,4°). Il a fonctionné jusqu'au 20 aout 1990 et a été détruit lors de sa rentrée atmosphérique le 8 décembre 1990. Il devait être initialement lancé par la navette spatiale américaine en 1986 mais à la suite de l'accident de la navette Challenger, son lancement a du être différé et finalement pris en charge par un lanceur chinois.
Un satellite relevant du même programme, baptisé Bard B, a été placé en orbite le 10 décembre 2001 par une fusée ukrainienne Zenit 2.